# Västra Dagbladet
Västra Dagbladet var en dagstidning under 1900-talets början med flera olika upplagor.

## Upplagor
- Dalslandsposten, 1 januari 1904– 31 december 1911
- Skaraborgsposten, 1 december 1902–31 december 1914
- Boråsposten 2 januari 1903 till 31 maj 1918.
- Göteborgsupplagan 2 januari 1906-till 31 december 1914
- Trollhätteposten, 2 januari 1903–31 december 1918 (redaktör mellan 1902 och 1905 var Knut Barr)
- Vänersborgsposten, 1 december 1902–31 december  1918